# Rhabdomastix (Lurdia) lurida
Rhabdomastix (Lurdia) lurida is een tweevleugelige uit de familie steltmuggen (Limoniidae). De soort komt voor in het Palearctisch gebied.